# Dekanat XI – św. Andrzeja Apostoła w Olkuszu
Dekanat olkuski – jeden z 23 dekanatów diecezji sosnowieckiej należący do 1992 do diecezji kieleckiej. Patronem dekanatu jest św. Andrzej.

## Parafie
Dekanat liczy obecnie 6 parafii:
- Braciejówka – parafia Świętej Trójcy
- Olkusz – parafia Dobrego Pasterza
- Olkusz-Pomorzany – parafia Świętej Barbary
- Olkusz – parafia Świętego Andrzeja
- Olkusz – parafia Świętego Maksymiliana Kolbego
- Osiek – parafia Najświętszej Maryi Panny Królowej Świata